# Larregi
Larregi est un groupe espagnol de rock, originaire de Lemoa, Biscaye.

## Histoire
Le groupe est formé à Lemoa. Ils se forment en 2008 et enregistrent une démo en 2010. Ce modèle remporte le prix du public au concours de démos Gaztea 2011. En 2015, ils sortent leur album Pantomima, bien accueilli par la presse spécialisée,.

## Discographie
- 2010 : Larregi (démo auto-produite)
- 2012 : Bidea dugu helmuga (auto-produite)
- 2015 : Pantomima (Baga-Biga)[4]
- 2018 : Loreak desertuan (auto-produite)[5]